# Лішкі (Мазовецьке воєводство)
Лішкі (пол. Liszki) — село в Польщі, у гміні Репки Соколовського повіту Мазовецького воєводства.
Населення — 225 осіб (2011).
У 1975-1998 роках село належало до Седлецького воєводства.

## Демографія
Демографічна структура станом на 31 березня 2011 року:
|          | Загалом | Допрацездатний вік | Працездатний вік | Постпрацездатний вік |
| -------- | ------- | ------------------ | ---------------- | -------------------- |
| Чоловіки | 113     | 26                 | 68               | 19                   |
| Жінки    | 112     | 25                 | 58               | 29                   |
| Разом    | 225     | 51                 | 126              | 48                   |